# Veia facial profunda
A veia facial profunda é uma veia da cabeça.